# رامي عليق

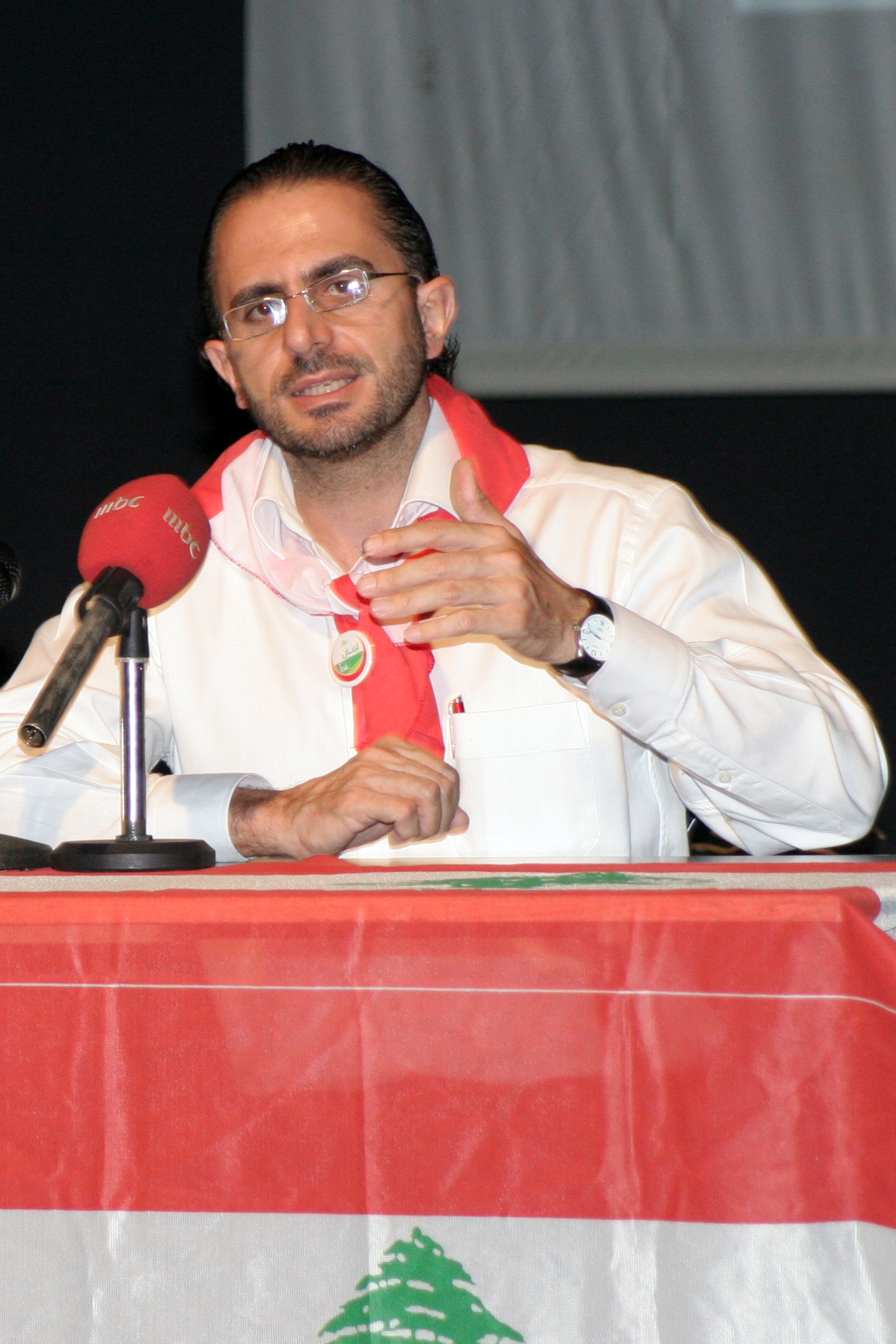

رامي عُليق هو كاتب لبناني من مؤلفاته «طريق النحل» وتحت المياه الخضراء.
رامي سلمان عليق (ولد في 2 نوفمبر 1972) هو كاتب لبناني، محام، ناشط سياسي، أستاذ تربية النحل في الجامعة الأميركية في بيروت، مؤسس حركة لبنان غداً، وثورة 10 أكتوبر. معروف بسيرته الذاتية، طريق النحل.

## الولادة والنشاة
ولد عليق في الخيام في جنوب لبنان لأسرة تهتم بتربية النحل، ولكن بسبب العنف والدمار الناجم عن الحرب الأهلية اللبنانية، اضطرت الأسرة إلى النزوح إلى العديد من القرى الأخرى المحيطة. في سن ال 13، تم تجنيده في حزب الله، وفي عام 1991 انتقل إلى بيروت حيث التحق في الجامعة الأميركية لدراسة الزراعة، وأصبح أيضا ممثل الحزب في الجامعة في عام 1992 لكنه عاد واستقال من منصبه في عام 1996.

## الدراسة والعمل
وجد عليق نفسه يبني علاقات مع أناس من مختلف الأديان والانتماءات السياسية مما ساعده في إعادة تقييم معتقداته، فاستقال من حزب الله بحلول نهاية عام 1996. في ذلك العام نفسه، أنهى عليق دراسته في الهندسة الزراعية في الجامعة والمحاماة في الجامعة اللبنانية، وبدأ دراسة الماجستير في الاقتصاد الزراعي في الجامعة الأميركية في بيروت. انضم في وقت لاحق إلى نقابة المحامين في بيروت. اهتمامه بتربية النحل أيضا قاده إلى الانخراط في مجال البحث العلمي بهدف تطوير المهنة، وفي عام 2010 نشر كتاب «دليلك إلى تربية النحل».

## سفره وعودته للبنان
في عام 1999 انتقل عليق إلى الولايات المتحدة للالتحاق ببرنامج الدكتوراه في قسم الأغذية والموارد الاقتصادية في جامعة فلوريدا، حيث اندمج بشكل جيد في المجتمع هناك. الأشهر التي تلت هجمات 11 سبتمبر، في أوائل عام 2002، كان لعليق اتصال بعملاء من مكتب التحقيقات الفيدرالي الذي قدم له الفرصة للعمل مع وكالة الاستخبارات المركزية. رفض عليق وغادر إلى لبنان لقضاء إجازة الصيف ووضع الحادث وراءه. ومع ذلك، في طريق عودته إلى فلوريدا، تم استجوابه ثم اعتقل لمدة أربع ساعات في مطار جون كنيدي الدولي فقط ليتم ترحيله إلى لبنان، حيث عاد إلى الجامعة الأميركية في بيروت كأستاذ في تربية النحل في 2004.

## منشوراته ومؤلفاته
في عام 2008 نشر عليق، عبر منشورات طريق النحل، سيرته الذاتية، النسخة العربية من «طريق النحل - جمهورية رامي عليق».فيها يروي تجربته مع حزب الله ومغادرته له وينتقد بجرأة الحزب وتهديده للقمة عيش الناس، كما ويأخذ القارئ في رحلة من الجنوب وحزب الله إلى الجامعة الأمريكية في بيروت وأمريكا. كتب النسخة الإنجليزية من طريق النحل بالتعاون مع وكالة جنيفر ليونز الأدبية في نيويورك، حيث صدرت في طبعة محدودة في لبنان في عام 2013، كما وتمت ترجمة الكتاب بتصرف إلى الفرنسية وإصداره عن دار آن كاريير الفرنسية.

## النشاط الإجتماعي
تأسست لبنان غدا كحركة تهدف إلى تحسين البلاد وتحويلها إلى دولة ينتشر فيها السلام والديمقراطية من خلال خلق منصة للتواصل والتفاهم بين المواطنين. من خلال ذلك، قام عليق بتأسيس تحالف للقوى المدنية الديمقراطية المستقلة «تقدم» وشارك مع اثنين من المرشحين الآخرين في لبنان غدا في الانتخابات البرلمانية العامة.
بدأ عليق حركة مدنية وطنية في عام 2013 أسماها «ثورة 10 أكتوبر» التي ركزت على ضرورة إلغاء النظام السياسي الطائفي اللبناني من خلال تعديل التركيبة الطائفية السائدة في الدولة منذ الاستقلال. كما تدعو الثورة إلى إقامة دولة ذات سيادة لجميع اللبنانيين، حيث كل المواطنين متساوون أمام القانون، وحيث يتم كبح الفساد واستعادة حق التصويت للشعب من خلال قانون انتخابي غير طائفي.
تم نشر النسخة العربية لكتاب تحت المياه الخضراء، كتكملة لكتاب طريق النحل، في 21 نوفمبر 2012. يعمل عليق حاليا على التكملة الثانية للكتاب الأول، النسخة النهائية من ثلاثية طريق النحل.

## وصلات خارجية
كتاب تحت المياه الخضراء